# COBie
Construction Operations Building Information Exchange (amb acrònim anglès COBie), traduït Intercanvi d'informació d'edificis d'operacions de construcció, és una especificació originada als Estats Units relacionada amb la informació d'actius gestionats, inclòs l'espai i l'equip. Està estretament associat amb els enfocaments de modelització d'informació de construcció (BIM) per al disseny, la construcció i la gestió dels actius construïts.

## Propòsit

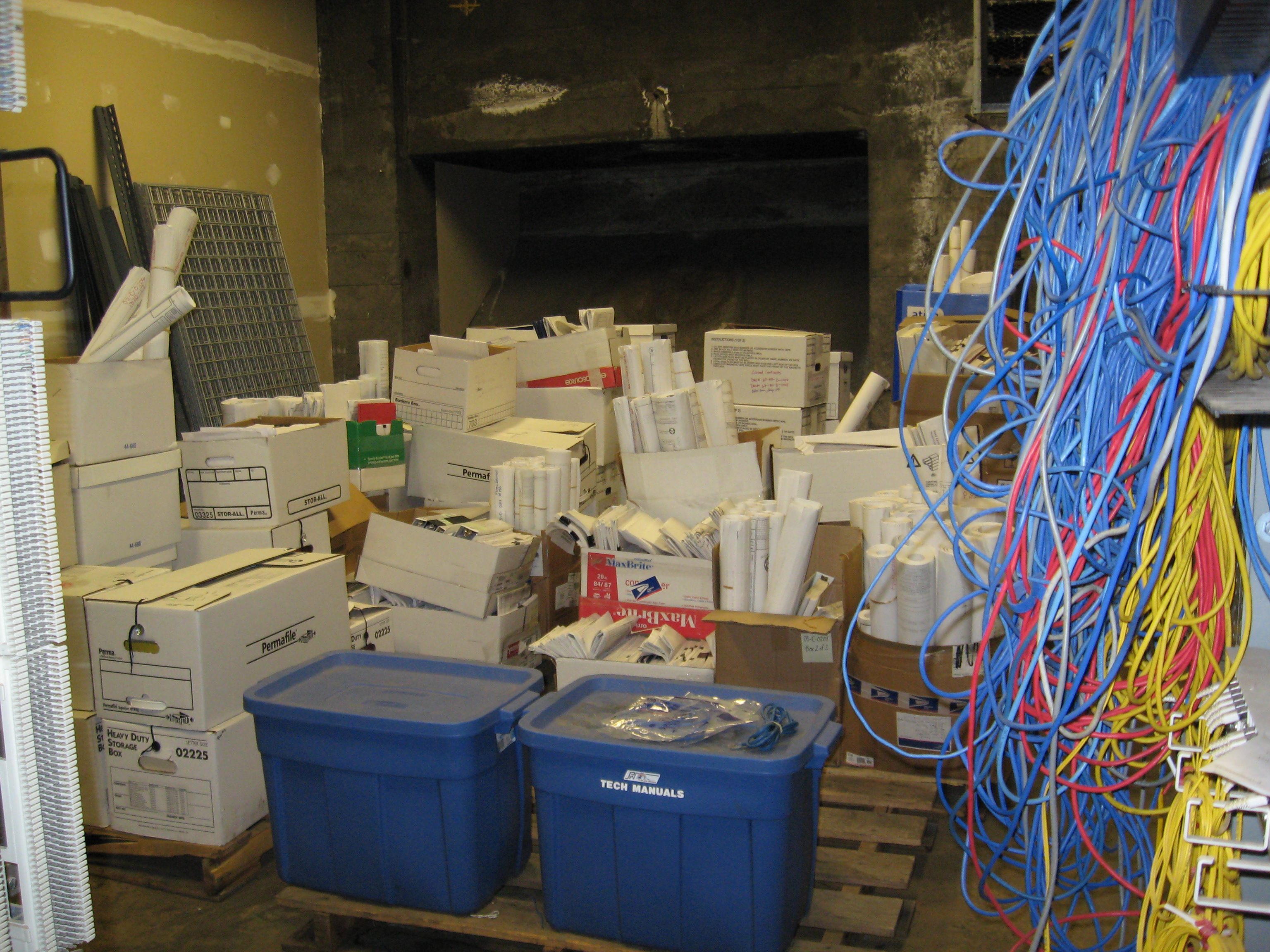
Figura 1. Documentació de lliurament de construcció tradicional

COBie ajuda les organitzacions a capturar i registrar electrònicament dades importants del projecte en el punt d'origen, incloses llistes d'equips, fulls de dades de productes, garanties, llistes de peces de recanvi i programes de manteniment preventiu. Aquesta informació és essencial per donar suport a les operacions, el manteniment i la gestió d'actius una vegada que l'actiu construït està en servei, substituint la confiança en la informació de lliurament no coordinada, sovint basada en paper, creada normalment per persones que no van participar en el projecte i van lliurar molts mesos. després que el client hagi ocupat l'edifici (vegeu la figura 1).
COBie s'ha incorporat al programari de planificació, disseny, construcció, posada en marxa, operacions, manteniment i gestió d'actius. COBie pot tenir diversos formats aprovats, com ara full de càlcul, STEP -Part 21 (també anomenat format de fitxer IFC) i ifcXML. Les dades actuals de la prova de COBie van ser desenvolupades per un equip internacional de dissenyadors i constructors als EUA i al Regne Unit. Aquesta informació està disponible sota llicència Creative Commons.

## Història

### Concepte inicial (2006-2007)
COBie va ser desenvolupat per Bill East, del Cos d'Enginyers de l'Exèrcit dels EUA, mentre estava al Laboratori d'Investigació d'Enginyeria de la Construcció el 2007. El projecte va ser finançat amb una subvenció inicial de l'Administració Nacional d'Aeronàutica i Espai (NASA) dels EUA i l'Oficina de Política Científica i Tecnològica de la Casa Blanca (a través de l'Institut Nacional d'Estàndards i Tecnologia). Després d'aquesta introducció, East ha liderat el desenvolupament de COBie a través dels processos buildingSMART International (BSI; abans l'Aliança Internacional per a la Interoperabilitat).

### Concepte fins a l'adopció (2008-2015)
Del 2008 al 2015, el Laboratori d'Investigació d'Enginyeria de la Construcció va dur a terme una sèrie d'esdeveniments públics per demostrar la capacitat del programari comercial per produir i/o consumir dades COBie (en la versió relacionada amb la data associada). En aquests esdeveniments, les empreses de programari sovint estaven disposades al davant d'una gran sala de conferències per ordre: planificació, disseny, construcció, gestió del manteniment i gestió d'actius. Es va demostrar el flux de dades COBie (COBie només tracta de construir equips). Més del 90% dels participants van lliurar informació en format de full de càlcul COBie. L'altre programari va exportar dades en format de full de càlcul dels fitxers STEP MVD de Coordinació perquè altres poguessin utilitzar aquestes dades.

### Certificació
El 2019, buildingSMART international va formar el Subcomitè de Certificació COBie format per un equip internacional d'experts COBie (des dels EUA, Regne Unit, Irlanda, Xina i Japó) per oferir l'examen COBie Certified Professional(TM). Aquest grup va publicar el currículum educatiu COBie i va començar a oferir l'examen COBie Certified Professional l'any 2020. Aquest examen és un examen en profunditat de 160 preguntes de dues hores. Per donar suport als interessats a presentar-se a aquest examen, bSI també va introduir un programa per avaluar i registrar programes educatius els cursos dels quals aborden el contingut que es troba al currículum educatiu COBie.
El 2020, el subcomitè de certificació COBie de buildingSMART international va preparar un examen introductori de nivell "Fundament". Aquest examen cobreix els fets bàsics sobre l'especificació COBie dels EUA i està disponible per a qualsevol capítol de bSI per implementar-lo. A diferència de l'examen COBie Certified Professional(TM), bSI requereix la realització d'un programa de formació autoritzat i l'ús d'un "llibre de coneixement" comú de COBie. El llibre de coneixements COBie autoritzat per bSI es va publicar en anglès el 2021. Les traduccions a l'alemany, el portuguès i el portuguès (brasiler) estan en curs.
El subcomitè de certificació COBie de buildingSMART International considera que aquestes activitats de certificació són una activitat de transició que permet a bSI donar suport a un ús cada cop més estès de l'especificació dels EUA mentre es produeix un futur més acceptable i millorat basat en la substitució ISO.

## Substitució ISO
El 2020, buildingSMART international va iniciar un projecte per substituir l'especificació dels EUA per un estàndard internacional. El projecte va començar documentant les moltes lliçons apreses dels 15 anys anteriors d'ús de l'especificació dels EUA i va actualitzar la definició de vista del model de trasllat de gestió bàsica d'instal·lacions de bSI. Al juliol de 2020, aquest projecte havia arribat a l'etapa de proposta d'activitat aprovada del procés d'estàndards bSI. També es va publicar un vídeo sobre la finalitat i el contingut. el 2021, després d'un retard de més d'un any a causa d'una disputa sobre els drets de denominació de la futura ISO, es va determinar que bSI deixaria d'incloure l'acrònim COBie al seu projecte.
Com que bSI ja no depèn del nom anterior específic dels EUA, el seu projecte ha millorat la claredat, l'enfocament i l'abast. Atès el gran interès en oferir estàndards ISO que donen suport a molts tipus de projectes, no només edificis, l'enfocament estratègic de bSI és desenvolupar un conjunt d'especificacions basades en ISO 16739 que substituirà completament l'especificació dels EUA (el projecte s'anomena Facility Management Handover - Manteniment d'equips). L'objectiu del projecte és donar suport directament al lliurament de la informació de manteniment d'equips de l'edifici mentre s'aborden referències a objectes fora del domini de l'edifici. Per exemple, un projecte futur potencial, FM Handover - Tunnel Maintenance, simplement substituiria els objectes IFC per als edificis per aquells que descriuen elements que es poden mantenir al domini "Túnel". Aquesta estratègia també proporcionarà el nucli ISO per als usos d'informació necessaris no només per a l'entrega de FM sinó també per a les activitats de FM en si. bSI tenia previst desplegar aquesta estratègia en una sèrie de documents de posició durant el 2022 i inscriure membres al projecte.